# Cooliris
Cooliris, Inc. es una corporación de Estados Unidos con sede en Palo Alto, California. Cooliris desarrolla una gama de productos centrados en la mejora de la experiencia del usuario de los medios de comunicación en línea. La empresa, en la actualidad, ofrece tres aplicaciones freeware: Cooliris, CoolPreviews y Discover.

## Historia
Cooliris, Inc. fue fundada en enero de 2006, lanzando posteriormente Cooliris Previews (más tarde renombrado CoolPreviews) para Mozilla Firefox, seguido por las versiones de Internet Explorer y Safari. En mayo de 2006, la compañía lanzó Coolringer, e introdujo PicLens (más tarde llamado Cooliris) en octubre de ese mismo año.
Las primeras versiones de Cooliris Previews muestran el contenido de un enlace en forma de imagen, lo que limitó la capacidad del usuario para explorar el contenido de la página. El producto ha sido actualizado posteriormente para hacer la vista previa completamente interactiva, mejorando el rendimiento y la usabilidad.
Cooliris, Inc. recibió fondos de Kleiner Perkins Caufield & Byers en julio de 2007.

## Reconocimiento
- En 2008, Cooliris ganó el premio Crunchies 2008 a Mejor Diseño de TechCrunch.[2]
- En 2009, The Guardian Cooliris figuran en la lista de las "100 mejores sitios para el próximo año".[3]
- En 2010, Cooliris spiffy recibió el Premio de Excelencia en Ingeniería.[4]
- En 2010, Cooliris fue reconocida como una de las "Compañías más calientes de Silicon Valley" de Lead411.[5]